# ローマ内戦 (68年-70年)

ローマ帝国（69年）

ローマ内戦 (68年-70年) では、68年から70年の間に起きたローマ帝国の内戦について記す。なお、ローマ皇帝として4人が次々と擁立された69年は特に「四皇帝の年」とも呼ぶ。この内戦を収めたウェスパシアヌスは、新たに皇帝となった（フラウィウス朝の始まり）。

## 発端
皇帝ネロは、母の小アグリッピナ、妻オクタウィア、師のセネカ、そして多くの元老院議員を次々と死に追いやり、また第四次パルティア戦争で多大な功績を残したコルブロや、ゲルマニア司令官二人を反乱の疑いで自死に追いやり、ローマ軍内部でネロに対する不満が高まっていた。
そしてついに67年、ガリア・ルグドゥネンシス総督であったガイウス・ユリウス・ウィンデクスがガリアで反乱を起こし、ガルバを皇帝に擁立した。 ゲルマニア・スペリオルの軍団を率いるルキウス・ウェルギニウス・ルフスはウィンデクス追討のためにすぐに軍を移動させて反乱を鎮圧、ウィンデクスは自死した。
しかし、この最初の反乱に呼応する形でヒスパニア・タッラコネンシスの総督セルウィリウス・スルピキウス・ガルバもネロに反旗を翻し、隣のルシタニア総督オトもこれに加わった。当初、元老院はガルバを「国家の敵」として弾劾する。しかしガルバがローマに進軍を始めると、もともとネロから距離を置いていた元老院は今度はガルバを皇帝に推挙し、逆にネロを「国家の敵」とした。またガイウス・ニュンピディウス・サビヌス(en)によってプラエトリアニが買収され、ネロは直属兵力であるプラエトリアニにまでも裏切られる。ネロはガルバがローマに入城する前に自殺した。

## 四皇帝

### 1人目の皇帝・ガルバ
ガルバはタッラコネンシス属州総督としても名声があったが、即位当時すでに65歳であり、その政権は活気を欠く面があった。いずれにせよ元老院からの要請を受けて、ローマへと出発する。彼を支持する軍隊は第6軍団ウィクトリクス、第1軍団マクリアナ・リベラトリクス、第1軍団アディウトリクス、第3軍団アウグスタ、第7軍団ゲミナであった。
ガルバはローマまでの帰還中に自分を支持しなかった地域に重い罰金を課すなどして地域民の支持を失い、ローマに帰還してからもネロが行った改革を無効としてローマ社会での重要人物の支持を失うなど、失策を重ねた。またガルバは陰謀を極度に恐れ、多数の元老院議員やエクィテス（騎士階級）を裁判無しで処刑した。
69年1月1日、ウィンデクスの反乱を鎮圧したにもかかわらず満足な見返りを得られなかった高地ゲルマニア属州の2軍団は、一致してルフスを皇帝位に推挙した。しかしルフスはこれを拒否し、代わりにゲルマニア・インフェリオル総督アウルス・ウィテッリウスを皇帝にするよう推薦する。翌日低地ゲルマニアの軍団もこれに同調し、ゲルマニアで反乱が勃発。
ガルバはこれに対応するため、人格者として知られたピソ（Lucius Calpurnius Piso Licinianus）を養子にし自分の後継者だと発表したが情勢は変わらず、逆に一貫して彼の協力者であったはずのオトーの支持を失ってしまう。オトーは自らがガルバの後継者になれないことを知って落胆し、ガルバがピソを後継者に指名した5日後に2人を殺して皇帝に即位した。

### 2人目の皇帝・オトー
オトーはこの年36歳と若く、またルシタニア総督時代は善政で名を知られており、兵士からも人気があった。また、ネロの側近でローマ市民の憎悪の対象であったガイウス・オフォニウス・ティゲッリヌスを自殺させて、ローマ市民の歓心を買った。だがすでに蜂起したウィテッリウスの軍勢は止まらず、オトー就任後もゲルマニア軍団（第1軍団ゲルマニカ、第21軍団ラパクス）を率いてローマへの行軍を続けていた。幸いにしてドナウ軍団が積極的にオトーを支持したため、彼らを急遽呼び戻し迎撃させた。両軍はクレモナ近郊で激しい戦闘を繰り広げた（第1次ベドリアクムの戦い）。オトーの軍（第1軍団アディウトリクス、第13軍団ゲミナ、第14軍団ゲミナの一部、プラエトリアニ、そして剣闘士で急遽編成された軍団もこれに加わった）は緒戦に敗北するが、まだ兵力に余裕があり、十分に挽回の可能性があった。だがそれにも関わらず、敗戦の報を聞いたオトーはあっさりと自殺した。わずか3ヶ月間の帝位であった。
市民間の流血を避けるためきわめて早い段階で自死したオトーは、それまでの性格態度とも比べられ、多くの市民の感嘆を得た。後にタキトゥスは、その死に様についてカエサルよりもマルクス・ポルキウス・カト・ウティケンシス（小カト）よりも偉大だと述べている。

### 3人目の皇帝・ウィテッリウス
勝利を収めたアウルス・ウィテッリウスはそのままローマへと入城した。前述の第1軍団ゲルマニカ、第21軍団ラパクスに加えて第1軍団イタリカ、第5軍団アラウダエ、第15軍団プリミゲミナ、第1軍団マクリアナ・リベラトリクス、第3軍団アウグスタの強大な軍事力を背景としたウィテッリウスの前に元老院もなすすべはなく、帝位を与えることを即座に認める。しかし、ウィテッリウスはそもそも帝位を得た後の政策について明確な方針もなく、単に軍団に御輿として担がれただけの皇帝であった。ウィテッリウスが皇帝であった時代は、前の世代の人材が随所で活躍していたので行政面での問題が少なかったが、結局ウィテッリウス自身が新たに定めた法律などは一つもなく、即位後の彼の事績として残されているのは一日の食費が10万デナリウスも要したなどのみである。
ウィテッリウスのローマ入城の際には市民の間にもさしたる動揺はなかったが、やがて日が経つにつれてゲルマニア兵の素行の悪さがローマの治安の悪化に繋がるようになった。また、第一次ベドリアクム会戦でオトー側についたドナウ軍団のケントゥリオ（百人隊長）たちを全員処刑したことで、ウィテッリウスの人気は急激に低下する。ローマ軍団の兵士とはローマ市民権を持つローマ市民でもあり、前皇帝であったオトーの命令に忠実に従うという軍団兵の義務を守っただけの彼らが処刑されたことで、多くのローマ市民は新皇帝に対する不信感を強めた。
ローマの混乱が続く中、シリア属州でユダヤ戦争の指揮を執っていた将軍ウェスパシアヌスが新たに帝位に名乗りを上げた。ウェスパシアヌスはローマにとって最大の敵国であったパルティアに対する備えとして設置された4個軍団を配下に収めた。さらに、今までガルバを支持していたアフリカ属州の第3軍団アウグスタ、第1軍団マクリアナ・リベラトリクスがウェスパシアヌスを皇帝として支持、またアエギュプトゥスの総督であったティベリウス・ユリウス・アレクサンデルが明確にウェスパシアヌスの支持を表明、当時地中海最大の都市であったアレクサンドリアの富を背景にして足場を着々と固めていった。
他方で、バタウィ族出身のガイウス・ユリウス・キウィリスが反ウィテッリウス・親ウェスパシアヌスを掲げてゲルマニアで挙兵。バタウィ族やブルクテリ族といったゲルマン系以外にも、トレウェリ族やリンゴネス族等のガリア系部族も糾合してウィテッリウス支持のライン川一帯のローマ軍基地を次々と攻撃した。

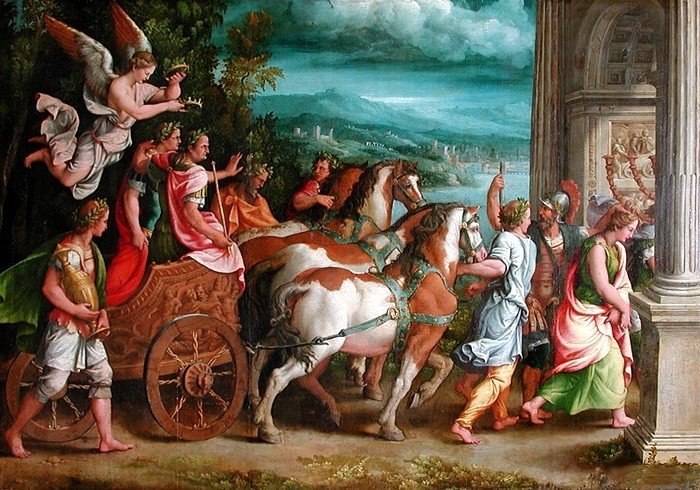
Le Triomphe de Titus、ティトゥスの凱旋　ジュリオ・ロマーノ作、1537年

### 4人目の皇帝・ウェスパシアヌス
ウェスパシアヌスは元々ユダヤ戦争を鎮圧するために派遣された軍司令官であったが、シリア総督で名声のあったムキアヌスの支持を取り付けることができた。ウェスパシアヌスはユダヤ地方を鎮めることで皇帝に求められる軍事能力を示し、帝国の食料生産の半分を担うとまで言われたエジプトを支配することでローマ全体の食を押さえたのである。
オリエント一帯を安定させたウェスパシアヌスは、ムキアヌスに一軍を預けてバルカン半島を北上させ、ウィテッリウスのいるローマ攻略を目指した。しかしムキアヌスはダキアにて異民族の侵入に対処するため一時進軍を止め、その間にウィテッリウスに対して恨みをもつマルクス・アントニウス・プリムスの軍団兵が再びクレモナでウィテッリウスの軍を撃破（第2次ベドリアクムの戦い）、雪辱を果たす。勢いに乗ったプリムスの軍団はローマを占拠、ウィテッリウスを殺害した。そして数カ月後、異民族の侵入を退けたムキアヌスはローマに無血入城を果たし、混乱に際して炎上したユピテル神殿(なおこれに巻き込まれてウェスパシアヌスの兄サビヌスが死去していた)を再建して平和の復活を宣言、最後にウェスパシアヌスが皇帝としてローマに入った。
紀元後70年、ウェスパシアヌスの長男であるティトゥスが指揮するローマ軍はエルサレムを陥落させた。ユダヤ軍の残党はマサダへ逃れたものの少数であり、エルサレムの陥落により、ローマを揺るがしたユダヤ戦争は事実上終結した。また、ゲルマニアで勃発した反乱についてもクィントゥス・ペティリウス・ケリアリスが指揮を取るローマ軍が反乱軍を各地で撃破し、キウィリスは降伏。これにより内戦は一応の終結をみた。

## 年表
- 68年
  - 4月：ヒスパニア・タッラコネンシス総督ガルバ、ガリア・ルグドゥネンシス総督ウィンデクス、ネロに反逆。
  - 5月：ライン軍団（ゲルマニア軍団）、ガリアでウィンデクスを破って殺害。
  - 6月：元老院がネロを国家の敵であると宣言。ネロ、自殺。同日、ガルバが皇帝に承認される。
  - 11月：ウィテッリウス、ゲルマニア・インフェリオル属州の総督に指名される。

- 69年
  - 1月1日：ライン軍団、ガルバへの忠誠宣誓を拒否。
  - 1月2日：ライン軍団、ウィテッリウスを皇帝に推挙。
  - 1月15日：ガルバ、プラエトリアニに殺害される。同日、オトー、元老院により皇帝に承認される。
  - 4月14日：ウィテッリウス軍、オトー軍を破る。
  - 4月16日：オトー、自殺。ウィテッリウスは皇帝に承認される。
  - 7月1日：ユダヤ駐在のローマ軍隊の指揮官ウェスパシアヌス、帝位立候補を宣言。
  - 8月：ドナウ軍団、シリア属州にいたウェスパシアヌスに対する支持を表明。
  - 9月：ウェスパシアヌス、シリアに駐屯していた軍の半分（残り半軍はティトゥスと共にユダヤ戦争へ）を率いてイタリア本国へ向け進軍。
  - 10月：ドナウ軍団、ウィテッリウス軍を破る。ウェスパシアヌス、エジプトを占領。
  - 12月20日：ウィテッリウス、宮殿で兵士により殺される。
  - 12月21日：ウェスパシアヌス、元老院より皇帝に承認される。

- 70年
  - ガリアにおいてバタウィ族のガイウス・ユリウス・キウィリス（ラテン語:Gaius Iulius Civilis）が反乱。ローマ帝国からの自立を宣言（「ガリア帝国」と呼ばれることもある[1]）するが、ウェスパシアヌスによって鎮圧される。
  - 6月：ユダヤ戦争で、ティトゥス率いるローマ軍がエルサレムを陥落させる。

## 「四皇帝」一覧
- ガルバ （在位：68年 - 69年）
- オトー （在位：69年）
- アウルス・ウィテッリウス （在位：69年）
- ウェスパシアヌス （在位：69年 - 79年）